# Laura Bennett (triatleta)
Laura Bennett (nacida Laura Reback, North Palm Beach, 25 de abril de 1975) es una deportista estadounidense que compitió en triatlón. Está casada con el triatleta australiano Greg Bennett.
Ganó cuatro medallas en el Campeonato Mundial de Triatlón entre los años 2003 y 2007.

## Palmarés internacional
| Campeonato Mundial | Campeonato Mundial         | Campeonato Mundial | Campeonato Mundial |
| Año                | Lugar                      | Medalla            | Prueba             |
| ------------------ | -------------------------- | ------------------ | ------------------ |
| 2003               | Queenstown (Nueva Zelanda) | Medalla de plata   | Individual         |
| 2004               | Funchal (Portugal)         | Medalla de bronce  | Individual         |
| 2005               | Gamagori (Japón)           | Medalla de bronce  | Individual         |
| 2007               | Hamburgo (Alemania)        | Medalla de bronce  | Individual         |